# 박성삼
박성삼(朴星三, 1907년 ~ 1987년)은 대한민국의 공예가이다. 평안남도 평양 출신으로, 목공(木工)이다.
1925년 평양 동명학원(東明學院)을 졸업하고, 1934년에서 1941년까지 만주 안동(安東)의 무석장미숙(武石莊未塾)에서 목각을 수업했다. 1943년부터 선전에 출품하였다.
1953년과 1959년 두 차례에 걸쳐 공예작가도인전에 출품했고, 1956년 제8회 대한미술협회전에도 출품했다. 1954년 이후 서울특별시 문화위원이 되었고, 1960년에는 서울시 문화상을 수상했다. 1961년에 국제 자유미술전에 출품하였고, 1962년에는 신인예술상 심사위원이 되었다. 1963년 공보부(公報部)의 파견으로 미국 스미소니안 박물관의 한국실 설치를 지도한 바 있다. 1982년에는 은관문화훈장을 받았다.